# سبايدر-نوار (مسلسل)
سبايدر-نوار (بالإنجليزية: Spider-Noir) هو مسلسل تلفزيوني أمريكي مرتقب ينتمي إلى نوع قصص أبطال القصص المصورة والجريمة المظلمة، يستند إلى شخصية "سبايدر-مان نوار" المأخوذة من سلسلة القصص المصورة "مارفل المظلمة" الصادرة عن "قصص مارفل المصورة". طُوّر المسلسل من قِبل أورين أوزيل وستيف لايتفوت لحساب منصة "أم جي أم+" ، ويُعد جزءًا من عالم سبايدر-مان السينمائي التابع لسوني (SSU)، وهو امتداد منفصل عن أفلام مارفل السينمائية ولكنه يستند إلى نفس الحقوق المرتبطة بشخصية سبايدر-مان.
تدور أحداث المسلسل في نسخة بديلة من مدينة نيويورك خلال ثلاثينيات القرن العشرين، في إطار بصري وسردي مستوحى من أسلوب فيلم نوار الكلاسيكي. يتتبع العمل حكاية محقق خاص مُسن يحمل عبء ماضٍ مضطرب كبطل خارق مقنّع. يحاول هذا البطل مواجهة ماضيه في عالم قاتم تحكمه الجريمة المنظمة، والفساد، والصراعات الأخلاقية، ما يُضفي على المسلسل طابعًا سوداويًا وناضجًا يُميز هذه النسخة عن الأعمال التقليدية المرتبطة بشخصية سبايدر-مان.
بدأ تطوير المشروع في فبراير 2023 بإشراف أورين أوزيل، ثم انضم إليه ستيف لايتفوت في ديسمبر من العام ذاته، بعد تجاربه الناجحة مع أعمال مثل مسلسل المعاقب. وفي مايو 2024، أُعلن رسميًا عن انضمام نيكولاس كيج إلى طاقم العمل في دور البطولة، مؤكدًا انتقاله من الأداء الصوتي في فيلم الرجل العنكبوت: داخل عالم العنكبوت (2018) إلى تجسيد حي للشخصية. في البداية، حمل المسلسل اسم "نوار"، قبل أن يُعاد تسميته رسميًا إلى "سبايدر-نوار" في يوليو 2024.
يُنتج المسلسل بواسطة شركات متعددة هي: تلفزيون سوني بيكتشرز، ولورد ميلر برودكشنز التابعة لفيل لورد وكريستوفر ميلر، وباسكال بيكتشرز التي تقودها آمي باسكال، إضافة إلى أستديوهات أمازون. صُوّر المسلسل بين أغسطس 2024 ومارس 2025 في لوس أنجلوس، باستخدام كاميرات بالأبيض والأسود بشكل كامل، في خطوة فنية تُبرز الهوية الجمالية الكلاسيكية لأسلوب النوار وتعكس الطابع الزمني للفترة التي تجري فيها الأحداث.
إلى جانب نيكولاس كيج، يضم طاقم التمثيل مجموعة من الأسماء المميزة، من بينهم لامورن موريس، وبريندان جليسون، ولي جون لي، وأبراهام بوبولا، وجاك هيوستن، وكارين رودريجيز. ومن المتوقع أن تتنوع الشخصيات ما بين حلفاء محتملين وخصوم غامضين في عالم تتداخل فيه القوى الخارقة مع مظاهر الفساد السياسي والعنف الحضري.
من المرتقب أن يُعرض المسلسل لأول مرة على منصة "أم جي أم+" في عام 2026، وسيتكوّن موسمه الأول من ثماني حلقات.

## تمهيد
يتمحور المسلسل حول محقق خاص من عالم بديل متقدم في السن يعاني من سوء الحظ ويحاول جاهداً استيعاب حياته الماضية باعتباره البطل الخارق الوحيد في مدينة نيويورك في ثلاثينيات القرن العشرين.

## طاقم الممثلين

### بطولة
- نيكولاس كيج بدور سبايدرمان نوار: نسخة بديلة من بيتر باركر/سبايدرمان، تُعرف باسم سبايدر-نوار. هذه النسخة تُصوّر سبايدرمان على هيئة محقق خاص فاشل، طاعن في السن، ومثقل بالأحزان، يعيش في عالم موازٍ قاتم مستوحى من مدينة نيويورك في ثلاثينيات القرن العشرين.
- لامورن موريس بدور روبي روبرتسون: صحفي مجتهد يسعى وراء قصص أكثر خطورة لجذب الانتباه وتطوير مسيرته المهنية.
- بريندان غليسون بدور زعيم عصابة في نيويورك.
- لي جون لي بدور مغنية في ملهى ليلي في نيويورك.
- أبراهام بوبولا بدور محارب قديم من الحرب العالمية الأولى يبحث عن فرصة جديدة لإثبات ذاته.
- جاك هيوستن بدور حارس شخصي.
- كارين رودريغيز بدور لم يُفصح عنه بعد،

### دور متكرر
- لوكاس هاس بدور تابع لزعيم عصابة نيويورك.
- من الممثلين الآخرين الذين سيؤدون أدوارًا متكررة لم يُكشف عن هويتهم: كاميرون بريتون، كاري كريستوفر، مايكل كوستروف، سكوت ماك آرثر، جو ماسينغيل، ويتني رايس، أماندا شول، أندرو كالدويل، آمي أكينو، وأندرو روبنسون.

### ضيوف
- كاي كاستر بدور شخص تربطه "علاقة خاصة" بشخصية أخرى في المسلسل.

## الإصدار
من المقرر أن يُعرض المسلسل لأول مرة في الولايات المتحدة عبر منصة "أم جي أم+" في عام 2026، على أن يصدر لاحقًا عالميًا، بما في ذلك في الولايات المتحدة، عبر خدمة "أمازون برايم فيديو". سيتألف المسلسل من ثماني حلقات، وستُطرح منه نسختان: واحدة بالأبيض والأسود، وأخرى ملونة بالكامل.